# Linda (Elster)
Linda (Elster) is een plaats en voormalige gemeente in de Duitse deelstaat Saksen-Anhalt, en maakt deel uit van het district Wittenberg.
Linda (Elster) telt 695 inwoners.